# Viaductul Tălmăcel
Viaductul Tălmăcel este un viaduct de-a lungul căruia autostrada A1 trece peste valea râului Tălmăcuța.
Este situat la 30 de metri deasupra solului în apropiere de localitatea Tălmăcel din județul Sibiu și a fost finalizat în 2023. Sunt amplasate 8 deschideri egale cu o lungime totală a podului de 650 de metri. 
Datorită tehnologiilor folosite, este distinctiv in România.